# Stratégie nationale de développement durable
 (13 décembre 2017).
La France a mis en œuvre le 3 juin 2003, la  stratégie nationale de développement durable (SNDD)  afin de s’inscrire dans le cadre de l’ONU, dans ses prises de position lors du Sommet de Johannesburg, et dans la stratégie européenne de développement durable initiée les 15 et 16 juin 2001 lors du Conseil européen de Göteborg. Dans le cadre de cette politique européenne, l'Union demande donc à chaque État membre de mettre en œuvre une stratégie nationale de développement durable. 
La stratégie nationale du développement durable est en France pilotée, coordonnée et mise en œuvre par le Comité interministériel pour le développement durable, sous tutelle du Ministère de l'écologie.
Son but est de donner au développement durable une dimension majeure au sein de la politique gouvernementale et de l'intégrer dans l'ensemble des politiques publiques. Elle oriente ainsi l'action du gouvernement dans l'ensemble de ses politiques pour une période de cinq ans, en fixant des objectifs précis et quantifiés que chaque ministre devra mettre en œuvre. Elle vise à :
- donner une vision commune des enjeux et des évolutions nécessaires à court et moyen termes ;
- préciser les modalités d'intégration du développement durable aux politiques publiques ;
- suivre les progrès réalisés.

La SNDD est adoptée pour cinq ans.

## Les différentes stratégies

### SNDD 2003-2008: première stratégie nationale de développement durable
La stratégie nationale adoptée le 3 juin 2003 par le gouvernement Raffarin II, réuni en Comité interministériel pour le développement durable, s'articule autour de six axes stratégiques, recouvrant au total dix programmes d'action (chaque axe comporte au minimum un programme), qui sont assortis d'objectifs, de plans d'actions et d'indicateurs de suivi.
La SNDD comprend à l'origine six axes stratégiques, ainsi que dix programmes d’actions :
- l’information, la sensibilisation, l’éducation et la participation au développement durable ;
- l’organisation et les actions des territoires français dans un cadre de développement durable ;
- la responsabilisation et l’action des entreprises et des consommateurs dans le sens du développement durable ;
- une meilleure prévention des risques et protection de l’environnement ;
- l’engagement de l’État dans le développement durable ;
- l’action internationale en matière de développement durable.

En 2009, Michèle Pappalardo déléguée interministérielle au développement durable, affirme un taux de réalisation de 87 % (Découvrir le rapport).

### SNDD 2010-2013: Vers une économie verte et équitable
La SNDD étant adoptée pour cinq ans : elle est révisée en 2008 pour cinq nouvelles années, en s’appuyant sur l’expérience et les résultats de la première mise en œuvre. 
La nouvelle stratégie nationale de développement durable (SNDD), adoptée le 27 juillet 2010 par le comité interministériel pour le développement durable pour la période 2010-2013, veut stimuler le passage à une économie à la fois sobre en ressources naturelles et décarbonée.
Neuf actions phares sont mises en avant :
- éduquer à l’environnement pour un développement durable
- aider le consommateur à devenir acteur du développement durable
- un dispositif fiscal incitatif pour aider à prendre en compte le pilier environnemental du développement durable
- définir une politique des transports plus durable
- un plan national santé environnement 2004-2008
- mieux prévenir les risques, les pollutions et les autres atteintes à la santé et à l’environnement en renforçant les contrôles
- la création d’un service de police judiciaire spécialisé pour mieux lutter contre les infractions à l’environnement et à la santé publique
- un État exemplaire moteur d’une société durable
- renforcer la gouvernance internationale du développement durable

## Indicateurs
L’avancée de la SNDD sera suivie par 15 indicateurs phares et 4 indicateurs de contexte économique et social : des données classiques comme les émissions de gaz à effet de serre et la consommation d’énergie des transports ou qui font leur apparition comme l’empreinte carbone, l’artificialisation des sols et la participation des femmes aux instances de gouvernance. Ces 19 indicateurs seront complétés par une trentaine d’indicateurs de second niveau. Chaque année, la SNDD fera l’objet d’un bilan soumis au Parlement. Enfin, son appropriation par l’ensemble des acteurs publics et privés passe par une diffusion massive.
Parmi ces indicateurs figure le produit intérieur brut par habitant.
En fait, certains experts remettent en cause le produit intérieur brut comme mesure de la richesse. La question se pose donc de savoir si le produit intérieur brut est un indicateur fiable de développement durable. 

## Voir
- PIB et développement durable
- Limites du PIB et défauts dans sa détermination